# 전자 담배

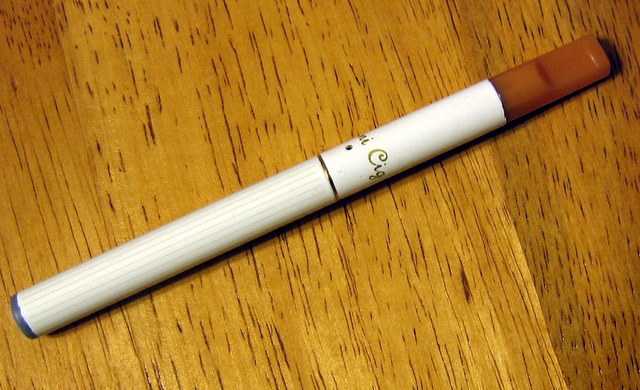
전자 담배

전자 담배(electronic cigarette)는 궐련, 엽궐련, 파이프 담배 등의 흡연식 담배의 대안제품으로서, 교환식 카트리지에 들어있는 용액을 증기상태로 흡입할 수 있도록 만든 전자 기기이다.
전자 담배의 제조사에서는 전자 담배로 흡연 욕구를 충족시키면서, 카트리지의 니코틴의 양을 차츰 줄여가는 원리로 담배를 끊을 수 있다고 광고하고 있다. 하지만 대한민국에서는, 전자 담배도 전기로 작동될 뿐 결국 니코틴이 들어 있어 금연보조제가 아니라는 결론이 보건복지부에서 내려졌으나, 해당 주무부처인 여성가족부에서 청소년 보호법에 의거하여 청소년 유해 물건으로 고시되어 있다.

## 개요

### 카트리지 (물부리)
대부분의 전자 담배는 금속+프라스틱으로 된 일회용 교환식 카트리지를 사용한다. 카트리지 속에는 솜과 같은 흡수제가 들어있고 약 10ml 정도의 용액-니코틴 액상. 이하 액상-이 흡수제에 젖어있는 상태로 제공된다. 액상의 주성분은 식물성 글리세린, 프로필렌글리콜과 담뱃잎에서 추출하여 정제된 순수한 니코틴이다. 다양한 니코틴 농도의 카트리지를 선택할 수 있으며, 제조사에 따라 다양한 향까지 제공하는 경우도 있다. 하지만 니코틴이 ml당 세금이 부가되면서 전자 담배 회사들은 카트리지에 액상을 포함시키지 않은 형태의 '공(空)카트리지'를 공급하고 있다. 탱크 방식도 있으며 솜과 같은 흡수제를 제거하고 카트리지를 물통식으로 만들어 액상을 넣어두면 직접 무화기에 공급된다.

### 기화 장치 (무화기, Atomizer)
전지와 카트리지 사이에 위치한 기화 장치는 전자 회로의 명령을 받아 카트리지 내부의 액체를 증기로 변. 초음파 방식을 사용하는 경우 분무기와 같은 원리를 사용하여 기화하기 때문에 열이 발생하지 않는다. 그 외의 방식을 사용하는 제품은 대부분 기화 단계에서 약간의 열이 발생된다. 현재 많은 전자 담배는 크게 무화기(Atomizer)와 Cartomizer로 나뉜다. Atomizer와 Cartomizer의 차이는 전자는 여러번 사용가능하지만, 후자는 일회용으로 보면 될것이다. 하지만 Cartomizer를 일회용으로 쓰기에는 아깝다는 평들이 많아 최근에는 다회용으로 제작되어 카트리지와 마찬가지로 '공Cartomizer'로 출시되고 있다. 두가지 모두 유리섬유에 각 옴수(ohm)가 정해진 코일이 감겨있어 이 유리섬유로 일정한 액상을 머금어 코일이 열을 내며 기화하는 형태이다.

### 전지 및 전자 회로
기존 담배의 담뱃잎 위치에 있는 부위로서, 소형 충전지와 전자 회로가 들어있다. 대부분의 경우 리튬 전지를 사용한다. 경우에 따라서는 카트리지의 잔량을 검사하는 센서가 달려있어서 잔량 여부에 따라 기화 장치를 조작하기도 한다. 충전지 끝부분에 주황색 발광 다이오드가 장착되어 작동시 담뱃불과 비슷한 시각효과를 내는 제품 뿐만 아니라, LCD창을 달아 흡입횟수, 배터리 잔량등을 체크할 수 있는 기
전자 담배는 니코틴을 흡입하는 도구이므로 담배의 범주로 봐야 한다는 의견과, 금연을 위해 사용할 수도 있으므로 금연 보조용 의료 제품으로 봐야 한다는 의견이 있다. 실제로 전자 담배 판매의 적법성 여부는 국가별로 다르다. 예를 들어, 오스트리아와 덴마크에서는 전자 담배가 의료 제품로 분류되고, 중국, 캐나다와 미국에서는 전자 담배의 판매가 합법이다.
대한민국에서는 전자 담배가 규제대상이다. 연초와 같은 금연법의 규제 대상이 된다. 그리고 2012년에는 전자 담배용 액상에는 '니코틴'이 포함되므로 '담배'로 분류되며, 담배 소매권을 가진 오프라인매장에서 취급이 가능하다. 또한 '담배'로 분류되기 때문에 온라인에서 판매가 불가하지만, 전자 담배 기기는 온라인에서 판매가 가능하므로, 청소년 보호법상, 청소년 유해 물건으로 고시되어 있다.

## 전자담배 브랜드

### 하카코리아
주식회사 하카코리아는 한국 전자담배 역사의 큰 획을 그은 “휴대폰 충전기로 충전 할 수 있는 전자담배”를 개발하여 특허를 보유 하고 있으며,
이와 더불어 10개 이상의 전자담배 관련 특허권을 소유하고 있는 회사이다.
2013년 출시 된 휴대폰으로 충전 가능한 펜 타입 전자담배 “하카(Haka)”를 출시 하여 국내 전자담배 시장에 큰 반향을 불러 일으켰으며 뒤를 
이어 흡연량을 색상으로 알려주는 “하카힉스”를 개발하여 선풍적인 인기를 끌며 전자담배시장의 점유율 70% 이상을 차지했던 브랜드이다. 
최근 출시된 하카시그니처는 흡연 느낌과 흡사해 궐련형 전자담배 유경험자에게도 높은 만족감을 주고있다.
하카코리아는 2014년 한국일보가 주최한 일류브랜드 대상, 중앙일보ㆍ포브스코리아가 주최하고 미래창조과학부ㆍ산업통상자원부가 
후원하는 ‘2018 소비자 선정 최고의 브랜드 대상’에서 전자담배 부문 5년 연속 대상을 차지했다.
모든 하카코리아 제품은 상표, 디자인 등 30여개의 특허를 출원 및 등록함은 물론CE, RoHS, KC, and SGS등 많은 인증과
‘2016년 제품 안전의 날 ‘ 시상식에서 국가기술표준원장 표창을 수상하기도 하였다.

쥴(JUUL)
아이코스 같은 궐련형 전자담배가 아닌, 액상형 전자담배. 
이 제품은 액상 주입방식이 아니고, 액상 카트리지 교체 방식이다. 
미국 전자담배 시장의 70%를 장악하고 있다.
플룸(Ploom)일본 담배 회사인 일본담배산업에서 생산하는 궐련형 전자담배다.
일본에서는 아이코스와 글로의 뒤를 잇는 10%대의 점유율을 보유중이며, 2024년 11월 대한민국에 정식 출시되었다.
플룸 X Advanced
2023년 11월 21일에 일본에서 발매되었으며, 일본에서의 가격은 세금포함 1980엔. 스틱은 메비우스와 카멜을 합쳐 총 31종. 최적의 가열 온도를 유지해 에너지 효율성과 배터리 지속 시간을 높여주는 ‘히트플로우(Heatflow)’ 기술을 사용했다고 주장하며, 한 세션 당 5분 동안 횟수 제한 없이 흡입할 수 있으며, 최대 3개의 스틱을 연속 사용할 수 있다. 90분 완전 충전 시에는 최대 20개의 스틱을 사용할 수 있다.
한국에서는 우선 서울에만 판매하기 시작해, 판매처를 늘릴 계획이라고 알려져 있다. 한국에선 일본보다 훨씬 비싼 권장 소매 가격 6만 9000원으로 책정되었지만, 최초 구매자는 4만원 할인 쿠폰을 사용해 2만9000원에 디바이스를 구매할 수 있다고 한다.
전자담배의 스틱은 플룸 전용 '메비우스(MEVIUS)' 딥 레귤러, 아이스 콜드, 퍼플 옵션, 베이즈 옵션, 샤인 프레쉬 총 5가지로 발매될 예정이다.

### 엑스업코리아
엑스업코리아(EXUP)는 성수 팝업 거리 내 오프라인 전자담배 편집샵과 공식 온라인몰을 함께 운영 중인 회사이다. 
환경부로부터 유해화학물질 취급에 대한 공식 허가를 받은 신뢰할 수 있는 업체로, 화학물질관리법 등 관련 법령을 철저히 준수하며 제품을 유통 하고있다.

니코틴 함량이 1% 이상인 전자담배 고농도 제품은 법적으로 일반 택배 및 퀵서비스를 통한 배송이 불가하며며, EXUP은 유해화학물질 전용 차량을 통한 배송 시스템을 갖추어 안전하게 대응하고있다.

또한, 미국 프리미엄 액상 브랜드인 VGOD의 국내 유일 독점 판매권을 보유하고 있으며, 대표 주력 판매 상품으로 자리 잡았다. 
EXUP은 액상형 전자담배를 주로 판매하며, 일회용 전자담배를 주력으로 판매하고있다. 끊임없이 새롭고 신선한 제품을 입고하고있으며, 항시 새로운 이벤트를 진행하고있다. 
또한, 타 전자담배 브랜드와 협업하여 주기적으로 성수 오프라인 매장에서 팝업을 진행 하고있다. 
```
·
네스티(NESTY)
팝업 24/07/27-24/07/28
·
테슬라(TESLA)
팝업 24/10/22-24/11/21
·
인피(INFY)
팝업 25/03/01-25/03/31
·
디오엑스(DIO X)
팝업 25/06/13-25/07/13
```

최근 진행한 디오엑스(DIO X) 팝업에서는 자체 제작한 외계 캐릭터 DIO를 피규어로 출시하며, 팝업 이벤트에 대한 브랜드의 진정성을 드러냈다. 앞으로도 꾸준히 전자담배 브랜드들과 협업하여 팝업을 주기적으로로 운영할 계획이다.
현재 EXUP에서는 국내에서 독점적으로 만나볼 수 있는 브랜드들이 다수 입점해 있다. 

 고농도 액상 브랜드 

· 브이갓(VGOD)

· 크림오브더크랍

· 메즈 하이민트

· 자체제작 업쥬스(UPJUICE)

· 클리어액상

 저농도 액상 브랜드 

· 플로우(FLOW)

 고농도 5% 일회용 전자담배 브랜드 

· 퍼프맥스 3K

· 쥬스헤드 30K

· 테슬라바 40K

특히 테슬라바의 경우 저농도부터 고농도까지 다양한 옵션이 마련되어 소비자의 선호에 따라 선택이 가능한 점도 EXUP의 강점이라고 보여진다.

## 건강 관련 장점
담뱃잎을 연소할 때 발생하는 담배 연기에는 니코틴 뿐만 아니라 타르, 일산화탄소 등의 수 천가지의 유해 화학물질이 포함되어 있다. 흡연이 건강에 해로운 이유는 흡연자가 담배 연기를 들여마실 때 이들 유해 화학물질을 들여마시게 되기 때문이다. 그러나 전자 담배는 카트리지 속의 정제된 니코틴 용액을 초음파 또는 가열 기술을 사용하여 증기로 무화(霧化)하기 때문에 기존 담배 연기에 포함된 유해물질 없이 순수한 니코틴만을 흡입.
전자담배 증기의 금속, 초미립자의 함량은 인간의 건강에 영향을 끼치기에는 너무 적은 양이다.
전자 담배에 관한 독물학 연구들이 실시되었으며, 일부는 전자 담배가 기존의 궐련 담배보다 덜 유해하다고 보고했다.
한편 2008년 세계보건기구는, 전자 담배가 안전하고 효과적인 니코틴 대체 요법이라는 것을 보여주는 연구가 세계적인 학술지에 발표된 적이 없으므로, 전자 담배를 적법한 금연 도구로 여기지 않는다고 발표했다. 또한 임상실험을 거치지 않았으므로 인체를 대상으로 한 검증이 필요하다고 지적하였다.
헬스 캐나다(Health Canada)는 2009년 3월 27일 전자 담배에 관해 "이러한 전자 흡연 제품들이 기존 담배보다 안전한 대체품으로 마케팅되고 있고, 일부는 금연 보조 도구로서 마케팅되고 있으나, 전자 흡연 제품은 니코틴 중독(poisoning) 및 중독(addiction)의 위험을 내포할 수 있다"는 권고문을 발표했다.

## 특허
최초의 전자 담배 디자인은 중국의 기업인 루옌(Ruyan) 발열 부품을 이용하는 등 현저하게 변형된 디자인을 사용한다.
현재 전자담배 충전에 MICRO 5핀 케이블을 사용하는 방식은 2013년 대한민국의 기업인 하카코리아 보관됨 2019-05-17 - 웨이백 머신에서 세계 최초 특허 등록을 하였다.